# Ґамбаль Марія
Марія Струтинська (*1896, Галичина — †?, ЗСА), у шлюбі Ґамбаль — українська журналістка, письменниця, громадська діячка, діячка української діаспори у США.

## Біографія
Народилася 1896 р. у Галичині. 
З батьками приїхала до США, здобула тут освіту. 
Перша редакторка англомовної сторінки в «Народній волі» (1933–1938 роки, назва «Our Amегісаn Page»). Постійна співробітниця «Ukrainian Weekly», друкувала статті про українських письменників. 
У 1950-х припинила україномовну діяльність.
Померла у США.